# 1 (음반)
"1"은 2000년 11월 13일에 발매된 비틀즈의 컴필레이션 음반이다. 1962년부터 1970년까지 영국과 미국에서 발매된 1위 싱글 거의 모두가 수록되어 있다. 밴드 해체 30주년을 맞아 발매되었으며 콤팩트 디스크로 발매된 비틀즈의 첫 컴필레이션 음반이다. 음반은 성공을 거두며 전세계 차트 1위를 차지하였고, 3천 1백만 장 이상 팔리며 21세기 가장 많이 팔린 음반이 되었다.

## 다른 버전 발매
- 2011년 리마스터 CD 발매.
- 2015년 재 리마스터 CD 발매.

## 수록곡
따로 표시된 곡을 제외한 모든 곡은 레논-매카트니가 작곡하였다. 모노인 1 ~ 3번 곡을 제외한 모든 곡은 스테레오이다.
CD
1. 'Love Me Do'
2. 'From Me to You'
3. 'She Loves You'
4. 'I Want to Hold Your Hand'
5. 'Can't Buy Me Love'
6. 'A Hard Day's Night'
7. 'I Feel Fine'
8. 'Eight Days a Week'
9. 'Ticket to Ride'
10. 'Help!'
11. 'Yesterday'
12. 'Day Tripper'
13. 'We Can Work It Out'
14. 'Paperback Writer'
15. 'Yellow Submarine'
16. 'Eleanor Rigby'
17. 'Penny Lane'
18. 'All You Need Is Love'
19. 'Hello, Goodbye'
20. 'Lady Madonna'
21. 'Hey Jude'
22. 'Get Back'
23. 'The Ballad of John and Yoko'
24. 'Something' (조지 해리슨)
25. 'Come Together'
26. 'Let It Be'
27. 'The Long and Winding Road'

## 참여 인원
- 존 레논 - 보컬, 기타, 키보드, 하모니카
- 폴 매카트니 - 보컬, 베이스 기타, 피아노, 통기타, 드럼 ('Ballad of John and Yoko')
- 조지 해리슨 - 기타, 코러스, 리드 보컬 ('Something')
- 링고 스타 - 드럼, 퍼커션, 리드 보컬 ('Yellow Submarine')

참가
- 앤디 화이트 - 드럼 ('Love Me Do')
- 조지 마틴 - 피아노 ('A Hard Day's Night', 'Penny Lane')
- 빌리 프레스턴 - 오르간 ('Get Back', 'Let it Be')

## 같이 보기
- 가장 많이 팔린 음반 목록